# Kitty Winter
Kitty Winter (* 16. Oktober 1952 in Memmingen) ist eine deutsche Jazzsängerin.
Winter, eine Sintezza, sang seit 1975 in der Band Kitty Winter Gipsy Nova, mit der sie 1976 einen Sonderpreis beim Jazznachwuchswettbewerb Nagold erhielt. In den späten 1970er Jahren veröffentlichte sie zwei Alben mit Gipsy Nova; mit dieser Band orientierte sie sich nicht am Swing-Erbe Django Reinhardts, sondern schritt fort in Richtung Fusion-Jazz. „Dabei gelang es ihr, eine durchaus eigene Handschrift zu entwerfen.“ 20 Jahre später wurde Winter mit dieser Band in britischen und japanischen Dance Floor Clubs wiederentdeckt. 1999 entstand ein weiteres Album der Sängerin mit Gipsy Nova, nach dem sie bereits 1991 mit Ehemann und Keyboarder Kuno Schmid das Album Planet People vorgelegt hatte. Zudem sang sie mit ihrem Kitty Winter Ensemble Volkslieder.

## Diskographie
- Kitty Winter Gipsy Nova: Feel It (Intercord 1978, mit Kuno Schmid, Martin Spiegelberg, Willi Gärtner, Ringo Hirth), Nominierung für den Deutschen Schallplattenpreis
- Kitty Winter Gipsy Nova: Limelight Suite (Intercord 1979)
- Koono & Kitty Winter Planet People (Big World Music 1991, mit Tony Lakatos, Biréli Lagrène, Jürgen Attig, Werner Schmidt)
- The Gershwin Songbook (Boulevard Records 1994)
- Kitty Winter and Gipsy Nova: The Gipsy Album (Boulevard 1999, mit Kuno Schmid, Martin Spiegelberg, Decebal Badila, Ringo Hirth sowie Tony Lakatos, Joe Zawinul, Biréli Lagrène, Lansy Falta, Willi Gärtner, Dietmar Schmid, Isis Köhler, Letcho Winter)[5]